# Zimbabwe Rodezja
Zimbabwe Rodezja (oficjalnie Republika Zimbabwe Rodezji) była nieuznawanym na arenie międzynarodowej państwem istniejącym przez sześć miesięcy (od 1 czerwca do 12 grudnia) 1979 r. Była ona spadkobiercą Rodezji, a następnie powróciła pod władzę Wielkiej Brytanii jako Rodezja Południowa.

## Historia
Uzyskanie w latach 1974–1975 niepodległości przez kolonie portugalskie doprowadziło do utraty przez Rodezję ważnych sojuszników, którzy wspierali istnienie rasistowskiego rządu Smitha w tym kraju i przyczyniło się do zwiększenia aktywności organizacji narodowo-wyzwoleńczych czarnej ludności.
W 1977 r. rząd Rodezji ugiął się pod naciskami USA i Wielkiej Brytanii i podjął z czarną ludnością negocjacje w sprawie zakończenia konfliktu wewnętrznego. Negocjacje zakończono w 1978 r. tworząc rząd tymczasowy złożony z białych i czarnych oraz znosząc rasistowskie ustawodawstwo. W 1979 r. przyjęto nową konstytucję, przeprowadzono wybory parlamentarne zakończone zwycięstwem Zjednoczonej Afrykańskiej Rady Narodowej z Ablem Muzorewą na czele i powołano nowy rząd, który w czerwcu 1979 r. proklamował państwo Zimbabwe-Rodezja. Nazwa kraju była kompromisem między obiema stronami konfliktu, gdyż czarni politycy dążyli do tego, by kraj ten nazwać Zimbabwe na cześć Wielkiego Zimbabwe leżącego ongiś na terytorium Rodezji, zaś Rodezja była nazwą nadaną na cześć twórcy kolonii – Cecila Rhodesa.
Kompromisu nie uznał Patriotyczny Front Zimbabwe, co doprowadziło do wielostronnej konferencji w Londynie i mediacji brytyjskiej, po której 11 grudnia 1979 roku uchwalono kolejne poprawki do konstytucji. Na ich mocy państwo stało się ponownie brytyjską kolonią. Zmieniono także nazwę państwa na Rodezja Południowa. Następnego dnia baron Soames przybył do Salisbury, aby objąć przywrócony urząd gubernatora Rodezji Południowej.
W roku 1980 ponownie przeprowadzono wybory parlamentarne. Powstały po wyborach rząd koalicyjny ZANU, PF/ZAPU i reprezentującego białych Frontu Zimbabwe w kwietniu 1980 r. proklamował niepodległość Zimbabwe, które weszło w skład Wspólnoty Narodów.

## Ustrój polityczny
W ciągu swego krótkiego żywota Zimbabwe Rodezja miała tylko jeden rząd, na czele którego stał biskup Abel Muzorewa, oraz jednego prezydenta – Josiaha Ziona Gumedego. Zachowano konstytucję Rodezji wprowadzając jedynie drobne poprawki (zlikwidowano przepisy o rasistowskim charakterze państwa, zwiększono liczbę senatorów z 23 na 40 oraz posłów na Izbę Zgromadzeń z 66 na 100). Prezydenta wybierały obie izby parlamentu obradując wspólnie.